# Privileg

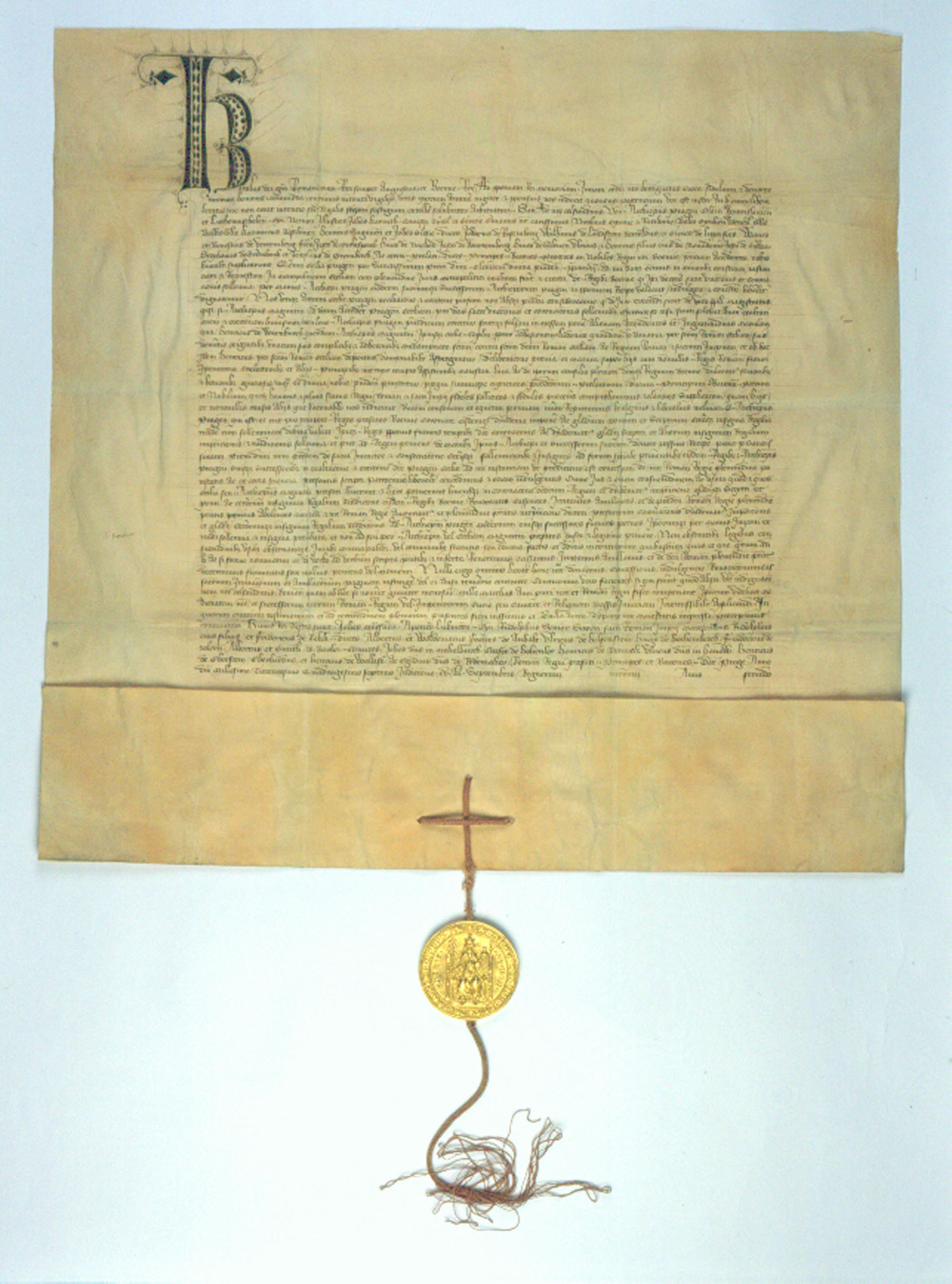
Privileg Kaiser Karls IV., das allein den Prager Erzbischöfen die Krönung des böhmischen Königs vorbehält

Ein Privileg (Plural Privilegien, von lateinisch privilegium „Vorrecht, Ausnahmegesetz“) ist ein Sonderrecht einer einzelnen Person oder Gruppe.

## Begriff
Das lateinische privilegium setzt sich zusammen aus den Wörtern privus („einzeln, gesondert“) und lex („Gesetz, Rechtsvorschrift“). Als Privilegien wurden im Römischen Recht ursprünglich rechtliche Entscheidungen bezeichnet, die eine einzelne Person betrafen, also keine Gruppe und auch nicht die Gesamtheit der römischen Bürger. Rechtssystematisch handelte es sich demnach um eine Einzelverfügung. Der Charakter der gesetzlichen Maßnahme blieb dabei zunächst offen. Insbesondere war es ursprünglich unerheblich, ob das Privileg ein Recht oder eine Pflicht beinhaltete. Zur Zeit der Römischen Republik wurden als privilegia vielmehr ganz allgemein Rechtsentscheidungen des Gesetzgebers bezeichnet, die keine allgemeinen Gesetze (Allgemeinverfügungen) darstellten, sondern eine Ausnahme von der allgemeinen Regel zum Inhalt hatten.
Erst in späterer Zeit bildete sich daraus die bis heute geltende juristische Definition heraus, wonach ein Privileg das einem Einzelnen (oder einer bestimmten Gruppe) vom Gesetzgeber im Sinne eines Gnadenerweises gewährte Vorrecht bezeichnet. Den Empfänger per se beschwerende Rechtsakte fallen damit nicht mehr unter diesen Begriff (wiewohl ein Privileg durchaus mit Auflagen verbunden oder an Bedingungen geknüpft sein kann). In diesem Sinne wird das Wort privilegium in Justinians Corpus iuris civilis als allgemeine Bezeichnung für ein ius singulare (Recht eines Einzelnen) verwendet.
Beispiele für römische privilegia sind etwa das Gesetz zum Imperium des Pompeius oder die Erlaubnis der Rückkehr des Cicero aus der Verbannung.
Im 19. und frühen 20. Jahrhundert wurde der Begriff im Gewerberecht auch im Sinne von Patent oder Konzession verwendet.
In der Soziologie ist hin und wieder auch von einer sogenannten „negativen Privilegierung“ die Rede. Dieser Begriff wird insbesondere im Zusammenhang mit Bildungschancen einzelner Milieus verwendet.
In der Erziehung bezeichnet man als Privilegien Vorteile, die ein Kind im Elternhaus genießt, die für sein gesundes Aufwachsen nicht nötig sind, die von den Eltern aber gewährt werden, weil das Kind sie wünscht.

## Beispiele für Privilegien
- Bergprivileg
- Privilegium Maius und Privilegium Minus sowie im allgemeinen Sinne Formen der Urkunden der päpstlichen Kanzlei vom 9. bis zum 14. Jahrhundert
- Goldenes Privileg, Gewährung weitreichender Privilegien und Freiheiten an die vier Vorderstädte des Herzogtums Pommern-Wolgast, Stralsund, Greifswald, Demmin und Anklam durch Herzog Wartislaw IX.
- Großes Privileg (Niederlande), Gewährung weitreichender Privilegien und Freiheiten an die Generalstaaten der Niederlande 1477
- Privilegium de non appellando
- Revidiertes General-Privileg von 1750
- Freibrief
- Schutzbrief (Diplomatie)
- Huld
- Schulbuchprivileg

## Geschichte

### Mittelalter und Frühe Neuzeit
Die Ausdehnung des Begriffs Privileg auf Gruppen oder ein Grundstück (Realprivileg), die Vererbbarkeit von Privilegien sowie die Beschränkung des Inhalts auf Vorrechte sind Entwicklungen aus der Zeit nach dem Untergang des Römischen Reichs.
Im Mittelalter und in der frühen Neuzeit wurde durch die Ausstellung eines Privilegs (in Form einer Urkunde) für Einzelpersonen oder Gruppen neues Recht gesetzt, wodurch die Inhaber der Privilegien einen Vorteil gegenüber anderen erlangten. Zum Wesen des Privilegs gehört, dass es im Gegensatz zum Mandat auf Dauer einen neuen Rechtstatbestand schuf, der auch weitervererbt werden konnte. Nur in Ausnahmefällen (z. B. Fehlverhalten oder Untreue des Begünstigten) konnte die Privilegierung wieder aufgehoben werden. Es gab allerdings bis in die Neuzeit hinein auch immer wieder Privilegien, die der wiederkehrenden (z. B. jährlichen) Bestätigung bedurften.
Privilegien konnten jene Personen erteilen, die Rechte oder Besitz an Untertanen frei weitergeben durften. Dies waren in erster Linie der Kaiser (bzw. König) und die Päpste. Aber auch ein Grundherr konnte einen seiner Untertanen privilegieren, indem er ihn zum Beispiel vom Frondienst befreite.
Gegenstand mittelalterlicher Privilegien waren die unterschiedlichsten Dinge: So zählen Schenkungen an Untergebene, die Erteilung eines Monopols, das Recht, Münzen zu prägen oder ein Wappen zu führen, die Befreiung von Zinsen und Diensten, die Verleihung von Gerichtsbarkeiten oder gar die Gründung von Universitäten zu den Privilegien. Auch die Erteilung des Stadtrechts gehört zu den Privilegien, weil die Angehörigen der Kommune gleich ein ganzes Bündel von Rechten erhielten. Unter anderem waren die Stadtbürger persönlich frei.
Die Summe aller Privilegien, die den Ständen eines ganzen Landes im Laufe der Zeit verliehen wurden, bildeten die Grundlage für die ständischen Verfassungen in der Frühen Neuzeit. Sie definierten das Verhältnis zwischen dem Land und seinem Fürsten, indem sie die Rechte des Landesherrn zu Gunsten der Stände beschränkten. In der Zeit des Absolutismus verloren die ständischen Korporationen viele Privilegien wieder an die Fürsten.
Zu den umfassenden Privilegien kamen zahllose speziell erteilte. In Residenzstädten bewarben sich einzelne Unternehmer um den Titel Privilegierter Lieferant des Hofes. In der Druckindustrie wurden zudem Privilegien auf einzelne Druckwerke erteilt – eine Positionierung, die insbesondere große Buchprojekte anstrebte, die mit hohen verlegerischen Investitionen verbunden waren. Der Landesherr, der das Privileg erteilte, drohte im Fall des Raubdrucks mit Ahndung. (Im „normalen“ Fall des Raubdrucks blieb es den Buchhändlern überlassen, „schwarze Schafe“ unter sich auszumachen und Verstöße mit Sanktionen untereinander zu brandmarken.)
Der Text eines kaiserlichen Reichsprivilegs zugunsten von Konrad Peutinger aus dem Jahr 1511 lautete etwa:

„Wir sind denen besonders gewogen, die das Studium der Wissenschaften pflegen; unser außerordentlicher und hervorragender Dank gilt jedoch denen, durch deren Fleiß täglich Schriftwerk und Urkunden von ehrwürdigen Alter entdeckt werden und die diese Texte, um sie vor dem Untergang zu bewahren, zum allgemeinen Nutzen ans Licht bringen…….. Damit ihm nicht irgendein Schaden entsteht, gewähren wir ihm die Gunst und bewilligen ihm hiermit, dass niemand die erwähnten Karten und Bücher im ganzen Reich zehn Jahre nach dem von Peutinger veranlassten Druck ohne seine Zustimmung nachdrucken oder außerhalb des Reichs nachgedruckte Exemplare hier verkaufen darf, bei Strafe …“

### 19. und 20. Jahrhundert
Im Sinne der Gleichberechtigung aller Menschen werden Privilegien kritischer gesehen. Birgit Rommelspacher definiert Privilegierung als Gegenspieler der Diskriminierung: Diskriminierung erzeuge Privilegierung, Privilegierung erzeuge Diskriminierung. Insbesondere Privilegien, die mit der Geburt erworben werden, sind im Grundgesetz der Bundesrepublik Deutschland durch den Art. 3 Abs. 3 ausgeschlossen:

„Niemand darf wegen seines Geschlechtes, seiner Abstammung, seiner Rasse, seiner Sprache, seiner Heimat und Herkunft, seines Glaubens, seiner religiösen oder politischen Anschauungen benachteiligt oder bevorzugt werden. Niemand darf wegen seiner Behinderung benachteiligt werden.“

### Gegenwart
Das Kirchenrecht kennt im Kapitel IV von Buch I bis heute die Möglichkeit, ein Privileg als einen Gnadenerweis zugunsten bestimmter Personen zu erteilen (c. 76 § 1) und unterscheidet anhand der Gültigkeitsdauer das unbefristet gültige Privileg vom Dispens.
Im objektiven Recht normierte Privilegien sind u. a. das Sonderrecht im Straßenverkehrsrecht in Deutschland und das Sonderrecht im Stockwerkeigentum in der Schweiz und in Liechtenstein.
Die Kritische Weißseinsforschung ist der Ansicht, dass Menschen mit heller Haut (Weiße) rassistisch nicht diskriminiert werden könnten. Dies stelle ein Privileg dar, das durch Bildungsarbeit bekannt zu machen sei.
Weitere Theorieansätze verorten den aktuellen Gebrauch des Begriffs Privileg zwischen „Kampfvokabel und Erkenntnisinstrument“ oder kritisieren dessen semantische Entgrenzung sowie die partielle Inkompatibilität US-amerikanischer Diskurse mit den Verhältnissen in Europa, insbesondere Osteuropa.